# Люк Летчер
Люк Летчер (англ. Luke Letcher; нар. 11 червня 1994) — австралійський веслувальник, бронзовий призер 2020 року.

## Виступи на Олімпіадах
| Олімпіада  | Дисципліна     | Місце |
| ---------- | -------------- | ----- |
| Токіо 2020 | парні четвірки | 3     |

## Зовнішні посилання
- Люк Летчер на сайті FISA.
- Люк Летчер на сайті Міжнародної федерації веслувального спорту

1. 1 2  Luke Letcher
2. 1 2  https://rowingaustralia.com.au/athleteprofile/luke-letcher/